# 固城站
固城站是一个京广铁路上的铁路车站，位于河北省保定市定兴县固城镇，建于1899年，目前为四等站，邮政编码为072656。目前客运：不办理旅客乘降；不办理行李、包裹托运；货运：办理整车货物。